# California Central Airlines
California Central Airlines (с англ. — «Авиалинии Центральной Калифорнии») или CCA — в настоящее время не существующая американская бюджетная авиакомпания.

## История
Компания была основана в Бербанке в 1947 году полковником Чарльзом Шерманом (англ. Charles Sherman), который ранее участвовал в создании чартерного авиаперевозчика Standard Air Lines. Собственно изначально она была создана, как один из нерегулярных перевозчиков холдинга Airline Transport, чтобы обходить ограничения Совета по гражданской авиации для нерегулярных перевозок. К 1949 году был получен сертификат авиакомпании, которая при этом получила название California Central Airlines и с начала того же года стала выполнять полёты из Лос-Анджелеса (Бербанк) в Сан-Диего, Сан-Франциско и Окленд. Поначалу её флот состоял по меньшей мере из двух Douglas DC-3B (известны борты N17318 и N17318). Также компания являлась лоукостером, потому привлекала пассажиров своими низкими тарифами, в чём конкурировала с другой компанией-лоукостером — Pacific Southwest Airlines.
Вплоть до весны 1951 года компания работала в соответствии с законом, но с 9 мая 1951 года самовольно повысила тарифы (например, цена билета на рейс «Лос-Анджелес — Сан-Франциско» возросла с 9,99 до 13,50 долларов), что позволило увеличить прибыль. Также California Central приобрела у Northwest Airlines пять вместительных Martin 2-0-2, которые позволяли перевозить больше пассажиров; новые лайнеры получили имена в честь обслуживаемых городов: «Окленд», «Бербанк», «Сан-Диего», «Сан-Франциско» и «Лос-Анджелес».
Однако в 1953 году за нарушения тарифов перевозчик был оштрафован. В сочетанием с высокой конкуренцией и возросшими издержками на перевозки на новых самолётах в условиях упавшего спроса, California Central оказалась в финансовой яме из которой не смогла выбраться. В феврале 1954 года она была признана банкротом.

## Флот
- Douglas DC-3
(2 самолёта)
- Martin 2-0-2
(5 самолётов)
- Curtiss C-46
(1 самолёт)